# 환승 호텔
환승 호텔(換乘hotel, transit hotel)은 비행기 등을 이용하는 사람들이 환승을 할 때 시간이 남는 경우 이용하는 호텔이다. 보통 공항 내에 있는 것이 일반적이며, 공항 내에 없더라도 공항 근처에 있는 것이 일반적이다. 또한, 항공 사고 등으로 비자가 없어 해당 나라에 입국을 하지 못하는 승객들이 머무는 곳이 되기도 한다.